# Lijst van Moto Guzzi-motorfietsen

## Liggende eencilinders

### <250 cc
| PE 250         |
| Airone Turismo |
| Galletto 192   |

| Type            | Bouwjaren              | Motortype                                                | Categorie  |
| --------------- | ---------------------- | -------------------------------------------------------- | ---------- |
| P 175           | 1932-1937              | dwarsgeplaatste liggende 175 cc-eencilinder kopklepmotor | toermotor  |
| P 250           | 1934-1937              | dwarsgeplaatste liggende 250 cc-eencilinder kopklepmotor | toermotor  |
| PE 250          | 1934-1939              | dwarsgeplaatste liggende 250 cc-eencilinder kopklepmotor | toermotor  |
| PL 250          | 1937-1939              | dwarsgeplaatste liggende 250 cc-eencilinder kopklepmotor | toermotor  |
| PLS 250         | 1937-1939              | dwarsgeplaatste liggende 250 cc-eencilinder kopklepmotor | sportmotor |
| PES 250         | 1938-1939              | dwarsgeplaatste liggende 250 cc-eencilinder kopklepmotor | sportmotor |
| Airone          | 1939-1940 en 1946-1948 | dwarsgeplaatste liggende 250 cc-eencilinder kopklepmotor | toermotor  |
| Ardetta         | 1939-1940              | dwarsgeplaatste liggende 250 cc-eencilinder kopklepmotor | toermotor  |
| Egretta         | 1939-1940              | dwarsgeplaatste liggende 250 cc-eencilinder kopklepmotor | toermotor  |
| Airone Militare | 1940-1957              | dwarsgeplaatste liggende 250 cc-eencilinder kopklepmotor | militair   |
| Airone Sport    | 1949-1957              | dwarsgeplaatste liggende 250 cc-eencilinder kopklepmotor | sportmotor |
| Airone Turismo  | 1949-1957              | dwarsgeplaatste liggende 250 cc-eencilinder kopklepmotor | toermotor  |
| Galletto 160    | 1950-1952              | dwarsgeplaatste liggende 160 cc-eencilinder kopklepmotor | scooter    |
| Galletto 175    | 1952-1954              | dwarsgeplaatste liggende 175 cc-eencilinder kopklepmotor | scooter    |
| Galletto 192    | 1954-1966              | dwarsgeplaatste liggende 192 cc-eencilinder kopklepmotor | scooter    |

### 500 cc
| Normale    |
| 2VT        |
| GT "Norge" |
| Sport      |
| GTV        |

| Type                   | Bouwjaren              | Motortype                                                    | Categorie  |
| ---------------------- | ---------------------- | ------------------------------------------------------------ | ---------- |
| Normale                | 1921-1924              | dwarsgeplaatste liggende 500 cc-eencilinder kop/zijklepmotor | toermotor  |
| C2V Toer               | 1923-1927              | dwarsgeplaatste liggende 500 cc-eencilinder kopklepmotor     | sportmotor |
| Sport                  | 1923-1928              | dwarsgeplaatste liggende 500 cc-eencilinder kop/zijklepmotor | toermotor  |
| 2VT                    | 1928-1934              | dwarsgeplaatste liggende 500 cc-eencilinder kopklepmotor     | sportmotor |
| GT (Norge)             | 1928-1930              | dwarsgeplaatste liggende 500 cc-eencilinder kop/zijklepmotor | toermotor  |
| Sport 14               | 1929-1930              | dwarsgeplaatste liggende 500 cc-eencilinder kop/zijklepmotor | sportmotor |
| GT 16                  | 1931-1934              | dwarsgeplaatste liggende 500 cc-eencilinder kop/zijklepmotor | militair   |
| GT 2VT                 | 1931-1934              | dwarsgeplaatste liggende 500 cc-eencilinder kopklepmotor     | toermotor  |
| Sport 15               | 1931-1939              | dwarsgeplaatste liggende 500 cc-eencilinder kop/zijklepmotor | sportmotor |
| GT 17                  | 1932-1939              | dwarsgeplaatste liggende 500 cc-eencilinder kop/zijklepmotor | militair   |
| GTS                    | 1934-1940              | dwarsgeplaatste liggende 500 cc-eencilinder kopklepmotor     | toermotor  |
| GTV                    | 1934-1949              | dwarsgeplaatste liggende 500 cc-eencilinder kopklepmotor     | toermotor  |
| GTW                    | 1934-1940 en 1948-1949 | dwarsgeplaatste liggende 500 cc-eencilinder kopklepmotor     | toermotor  |
| S                      | 1934-1940              | dwarsgeplaatste liggende 500 cc-eencilinder kopklepmotor     | toermotor  |
| V                      | 1934-1940              | dwarsgeplaatste liggende 500 cc-eencilinder kopklepmotor     | toermotor  |
| W                      | 1934-1940              | dwarsgeplaatste liggende 500 cc-eencilinder kopklepmotor     | toermotor  |
| GTC                    | 1937-1939              | dwarsgeplaatste liggende 500 cc-eencilinder kopklepmotor     | sportmotor |
| GT 20                  | 1938                   | dwarsgeplaatste liggende 500 cc-eencilinder kop/zijklepmotor | militair   |
| Alce                   | 1939-1945              | dwarsgeplaatste liggende 500 cc-eencilinder kop/zijklepmotor | militair   |
| Superalce              | 1946-1957              | dwarsgeplaatste liggende 500 cc-eencilinder kopklepmotor     | militair   |
| Astore                 | 1949-1953              | dwarsgeplaatste liggende 500 cc-eencilinder kopklepmotor     | toermotor  |
| Falcone                | 1950-1953              | dwarsgeplaatste liggende 500 cc-eencilinder kopklepmotor     | sportmotor |
| Falcone Militare       | 1950-1967              | dwarsgeplaatste liggende 500 cc-eencilinder kopklepmotor     | militair   |
| Falcone Sport          | 1953-1967              | dwarsgeplaatste liggende 500 cc-eencilinder kopklepmotor     | sportmotor |
| Falcone Turismo        | 1953-1967              | dwarsgeplaatste liggende 500 cc-eencilinder kopklepmotor     | toermotor  |
| Nuovo Falcone Militare | 1970-1976              | dwarsgeplaatste liggende 500 cc-eencilinder kopklepmotor     | militair   |
| Nuovo Falcone          | 1971-1976              | dwarsgeplaatste liggende 500 cc-eencilinder kopklepmotor     | toermotor  |
| Falcone Sahara         | 1974-1976              | dwarsgeplaatste liggende 500 cc-eencilinder kopklepmotor     | toermotor  |

## V-twins

### 350 cc
| Type            | Bouwjaren | Motortype                                      | Categorie  |
| --------------- | --------- | ---------------------------------------------- | ---------- |
| V 35            | 1977-1979 | langsgeplaatste 350 cc-90° V-twin kopklepmotor | toermotor  |
| V 35 II         | 1980-1985 | langsgeplaatste 350 cc-90° V-twin kopklepmotor | toermotor  |
| V 35 Imola      | 1980-1983 | langsgeplaatste 350 cc-90° V-twin kopklepmotor | sportmotor |
| V 35 C          | 1982-1985 | langsgeplaatste 350 cc-90° V-twin kopklepmotor | custom     |
| V 35 Imola II   | 1982-1985 | langsgeplaatste 350 cc-90° V-twin kopklepmotor | sportmotor |
| V 35 III        | 1984-1986 | langsgeplaatste 350 cc-90° V-twin kopklepmotor | toermotor  |
| V 35 TT         | 1984-1987 | langsgeplaatste 350 cc-90° V-twin kopklepmotor | allroad    |
| V 35 Florida    | 1986-1992 | langsgeplaatste 350 cc-90° V-twin kopklepmotor | custom     |
| NTX 350         | 1987-1991 | langsgeplaatste 350 cc-90° V-twin kopklepmotor | allroad    |
| V 35 PA         | 1987-1997 | langsgeplaatste 350 cc 90° V-twin kopklepmotor | politie    |
| Trentacinque GT | 1988-1992 | langsgeplaatste 350 cc-90° V-twin kopklepmotor | toermotor  |
| Nevada 350      | 1992-1994 | langsgeplaatste 350 cc-90° V-twin kopklepmotor | custom     |
| Nevada 350 Club | 1998-1999 | langsgeplaatste 350 cc-90° V-twin kopklepmotor | custom     |

### 400 cc
| Type       | Bouwjaren | Motortype                                      | Categorie  |
| ---------- | --------- | ---------------------------------------------- | ---------- |
| V 40 Capri | 1988-1990 | langsgeplaatste 400 cc-90° V-twin kopklepmotor | sportmotor |
| V 40 Targa | 1990-?    | langsgeplaatste 400 cc-90° V-twin kopklepmotor | sportmotor |

### 500 cc
| V 50 NATO |

| Type       | Bouwjaren | Motortype                                      | Categorie  |
| ---------- | --------- | ---------------------------------------------- | ---------- |
| V 50       | 1977-1978 | langsgeplaatste 500 cc-90° V-twin kopklepmotor | toermotor  |
| V 50 II    | 1979-1980 | langsgeplaatste 500 cc-90° V-twin kopklepmotor | toermotor  |
| V 50 Monza | 1980-1984 | langsgeplaatste 500 cc-90° V-twin kopklepmotor | sportmotor |
| V 50 III   | 1981-1986 | langsgeplaatste 500 cc-90° V-twin kopklepmotor | toermotor  |
| V 50 NATO  | 1981      | langsgeplaatste 500 cc 90° V-twin kopklepmotor | militair   |
| V 50 C     | 1982-1994 | langsgeplaatste 500 cc-90° V-twin kopklepmotor | custom     |
| V 50 PA    | 1983      | langsgeplaatste 500 cc 90° V-twin kopklepmotor | politie    |

### 650 cc
| Type              | Bouwjaren | Motortype                                      | Categorie  |
| ----------------- | --------- | ---------------------------------------------- | ---------- |
| V 65              | 1982-1987 | langsgeplaatste 650 cc-90° V-twin kopklepmotor | toermotor  |
| V 65 SP           | 1983-1987 | langsgeplaatste 650 cc-90° V-twin kopklepmotor | toermotor  |
| V 65 Lario        | 1984-1987 | langsgeplaatste 650 cc-90° V-twin kopklepmotor | sportmotor |
| V 65 TT           | 1984-1989 | langsgeplaatste 650 cc-90° V-twin kopklepmotor | allroad    |
| V 65 PA           | 1985      | langsgeplaatste 650 cc 90° V-twin kopklepmotor | politie    |
| NTX 650           | 1986-1990 | langsgeplaatste 650 cc-90° V-twin kopklepmotor | allroad    |
| V 65 Florida      | 1986-1992 | langsgeplaatste 650 cc-90° V-twin kopklepmotor | custom     |
| Sessantacinque GT | 1987-1995 | langsgeplaatste 650 cc-90° V-twin kopklepmotor | toermotor  |
| V 65 PA NC        | 1988      | langsgeplaatste 650 cc 90° V-twin kopklepmotor | politie    |

### 700-750 cc
| V7 Militare |
| V7 Special  |
| V7 Sport    |

| Type                    | Bouwjaren  | Motortype                                      | Categorie  |
| ----------------------- | ---------- | ---------------------------------------------- | ---------- |
| V7                      | 1967-1969  | langsgeplaatste 700 cc-90° V-twin kopklepmotor | toermotor  |
| V7 militare             | 1967-1969  | langsgeplaatste 700 cc 90° V-twin kopklepmotor | politie    |
| V7 Ambassador           | 1969-1970  | langsgeplaatste 750 cc-90° V-twin kopklepmotor | toermotor  |
| V7 Special              | 1969-1971  | langsgeplaatste 750 cc-90° V-twin kopklepmotor | toermotor  |
| V7 Sport                | 1971-1973  | langsgeplaatste 750 cc-90° V-twin kopklepmotor | sportmotor |
| 750 S                   | 1974-1975  | langsgeplaatste 750 cc-90° V-twin kopklepmotor | sportmotor |
| 750 S3                  | 1975-1976  | langsgeplaatste 750 cc-90° V-twin kopklepmotor | sportmotor |
| NTX 750                 | 1986-1989  | langsgeplaatste 750 cc-90° V-twin kopklepmotor | allroad    |
| V 75                    | 1986-1987  | langsgeplaatste 750 cc-90° V-twin kopklepmotor | toermotor  |
| Targa 750               | 1989-19933 | langsgeplaatste 750 cc-90° V-twin kopklepmotor | sportmotor |
| 750 SP                  | 1990-1993  | langsgeplaatste 750 cc-90° V-twin kopklepmotor | toermotor  |
| Nevada 750              | 1991-1993  | langsgeplaatste 750 cc-90° V-twin kopklepmotor | custom     |
| 750 Strada              | 1994-1995  | langsgeplaatste 750 cc-90° V-twin kopklepmotor | toermotor  |
| Nevada 750 NT           | 1994-1999  | langsgeplaatste 750 cc-90° V-twin kopklepmotor | custom     |
| Nevada 750 Club         | 2000-2003  | langsgeplaatste 750 cc-90° V-twin kopklepmotor | custom     |
| Breva V 750 i.e.        | 2003-2009  | langsgeplaatste 750 cc-90° V-twin kopklepmotor | toermotor  |
| Nevada 750 Classic i.e. | 2004-2009  | langsgeplaatste 750 cc-90° V-twin kopklepmotor | custom     |
| Breva V 750 Touring     | 2006-2009  | langsgeplaatste 750 cc-90° V-twin kopklepmotor | toermotor  |
| Nevada 750 Touring      | 2007-?     | langsgeplaatste 750 cc-90° V-twin kopklepmotor | custom     |
| V7 Classic              | 2008-2012  | langsgeplaatste 750 cc-90° V-twin kopklepmotor | retro bike |
| V7 Café                 | 2009-2012  | langsgeplaatste 750 cc-90° V-twin kopklepmotor | retro bike |
| Nevada 750 Aquila Nera  | 2010-2011  | langsgeplaatste 750 cc-90° V-twin kopklepmotor | custom     |
| Nevada 750 Anniversario | 2011-      | langsgeplaatste 750 cc-90° V-twin kopklepmotor | custom     |
| Nevada 750 Classic      | 2012-      | langsgeplaatste 750 cc-90° V-twin kopklepmotor | custom     |
| V7 Racer                | 2012-      | langsgeplaatste 750 cc-90° V-twin kopklepmotor | retro bike |
| V7 Special 2012         | 2012-      | langsgeplaatste 750 cc-90° V-twin kopklepmotor | retro bike |
| V7 Stone                | 2012-      | langsgeplaatste 750 cc-90° V-twin kopklepmotor | retro bike |

### 850 cc
| V7 850 Eldorado |
| 850 T3          |
| 850 Le Mans     |

| Type              | Bouwjaren | Motortype                                      | Categorie  |
| ----------------- | --------- | ---------------------------------------------- | ---------- |
| V7 850 California | 1971-1974 | langsgeplaatste 850 cc-90° V-twin kopklepmotor | toermotor  |
| V7 850 Eldorado   | 1972-1974 | langsgeplaatste 850 cc-90° V-twin kopklepmotor | toermotor  |
| V7 850 GT         | 1972-1974 | langsgeplaatste 850 cc-90° V-twin kopklepmotor | toermotor  |
| 850 T             | 1973-1974 | langsgeplaatste 850 cc-90° V-twin kopklepmotor | toermotor  |
| 850 T3            | 1975-1979 | langsgeplaatste 850 cc-90° V-twin kopklepmotor | toermotor  |
| 850 T3 California | 1975-1979 | langsgeplaatste 850 cc-90° V-twin kopklepmotor | toermotor  |
| 850 Le Mans       | 1976-1978 | langsgeplaatste 850 cc-90° V-twin kopklepmotor | sportmotor |
| 850 Le Mans II    | 1979-1980 | langsgeplaatste 850 cc-90° V-twin kopklepmotor | sportmotor |
| 850 T4            | 1980-1982 | langsgeplaatste 850 cc-90° V-twin kopklepmotor | toermotor  |
| 850 Le Mans III   | 1981-1984 | langsgeplaatste 850 cc-90° V-twin kopklepmotor | sportmotor |
| 850 T5            | 1983-1984 | langsgeplaatste 850 cc-90° V-twin kopklepmotor | toermotor  |
| 850 T5 NT         | 1984-1989 | langsgeplaatste 850 cc-90° V-twin kopklepmotor | toermotor  |
| 850 T5 PA         | 1985-1987 | langsgeplaatste 850 cc 90° V-twin kopklepmotor | politie    |
| 850 T5 PA NC      | 1988-?    | langsgeplaatste 850 cc 90° V-twin kopklepmotor | politie    |
| Breva 850         | 2006-2009 | langsgeplaatste 850 cc-90° V-twin kopklepmotor | toermotor  |
| Breva 850 Touring | 2006-2009 | langsgeplaatste 850 cc-90° V-twin kopklepmotor | toermotor  |
| Griso 850         | 2006-2009 | langsgeplaatste 850 cc-90° V-twin kopklepmotor | toermotor  |
| Norge 850         | 2009      | langsgeplaatste 850 cc-90° V-twin kopklepmotor | toermotor  |

### 940-950 cc
| V 1000 I-Convert |
| California II    |

| Type                     | Bouwjaren | Motortype                                      | Categorie  |
| ------------------------ | --------- | ---------------------------------------------- | ---------- |
| V 1000 I-Convert         | 1975-1985 | langsgeplaatste 950 cc-90° V-twin kopklepmotor | toermotor  |
| 1000 SP                  | 1978-1984 | langsgeplaatste 950 cc-90° V-twin kopklepmotor | toermotor  |
| 1000 SP NT 80            | 1978-1983 | langsgeplaatste 950 cc-90° V-twin kopklepmotor | toermotor  |
| V 1000 G5                | 1978-1983 | langsgeplaatste 950 cc-90° V-twin kopklepmotor | toermotor  |
| Le Mans CX 100           | 1979-1980 | langsgeplaatste 950 cc-90° V-twin kopklepmotor | sportmotor |
| California II            | 1982-1986 | langsgeplaatste 950 cc-90° V-twin kopklepmotor | toermotor  |
| Le Mans 1000             | 1984-1988 | langsgeplaatste 950 cc-90° V-twin kopklepmotor | sportmotor |
| 1000 SP II               | 1985-1988 | langsgeplaatste 950 cc-90° V-twin kopklepmotor | toermotor  |
| Le Mans 1000 SE          | 1986-1988 | langsgeplaatste 950 cc-90° V-twin kopklepmotor | sportmotor |
| California III           | 1987-1989 | langsgeplaatste 950 cc-90° V-twin kopklepmotor | custom     |
| Mille GT                 | 1987-1993 | langsgeplaatste 950 cc-90° V-twin kopklepmotor | toermotor  |
| California III CIRR      | 1988-1994 | langsgeplaatste 950 cc-90° V-twin kopklepmotor | custom     |
| California III Iniezione | 1988-1994 | langsgeplaatste 950 cc-90° V-twin kopklepmotor | custom     |
| California III RL        | 1988-1994 | langsgeplaatste 950 cc-90° V-twin kopklepmotor | custom     |
| Le Mans 1000 CI          | 1988-1993 | langsgeplaatste 950 cc-90° V-twin kopklepmotor | sportmotor |
| 1000 SP III              | 1989-1993 | langsgeplaatste 950 cc-90° V-twin kopklepmotor | toermotor  |
| 1000 S                   | 1990-1993 | langsgeplaatste 950 cc-90° V-twin kopklepmotor | retro bike |
| 1000 SE                  | 1990-1993 | langsgeplaatste 950 cc-90° V-twin kopklepmotor | retro bike |
| California III Classic   | 1991-1994 | langsgeplaatste 950 cc-90° V-twin kopklepmotor | custom     |
| Quota 1000               | 1992-1995 | langsgeplaatste 950 cc-90° V-twin kopklepmotor | allroad    |
| 1000 Strada              | 1994-1995 | langsgeplaatste 950 cc-90° V-twin kopklepmotor | toermotor  |
| 940 Bellagio             | 2007-     | langsgeplaatste 940 cc-90° V-twin kopklepmotor | cruiser    |
| 940 Bellagio Aquila Nera | 2010-     | langsgeplaatste 940 cc-90° V-twin kopklepmotor | cruiser    |

### 1000 cc
| 1000 Daytona Fuel Injection |

| Type                        | Bouwjaren | Motortype                                       | Categorie  |
| --------------------------- | --------- | ----------------------------------------------- | ---------- |
| 1000 Daytona                | 1988-1990 | langsgeplaatste 1000 cc-90° V-twin kopklepmotor | sportmotor |
| 1000 Daytona Fuel Injection | 1992-1996 | langsgeplaatste 1000 cc-90° V-twin kopklepmotor | sportmotor |
| 1000 Daytona RS             | 1996-1999 | langsgeplaatste 1000 cc-90° V-twin kopklepmotor | sportmotor |
| V 10 Centauro               | 1996-2000 | langsgeplaatste 1000 cc-90° V-twin kopklepmotor | naked bike |
| V 10 Centauro GT            | 1998-2001 | langsgeplaatste 1000 cc-90° V-twin kopklepmotor | naked bike |
| V 10 Centauro Sport         | 1998-2001 | langsgeplaatste 1000 cc-90° V-twin kopklepmotor | naked bike |

### 1100 cc
| California 1100 Iniezione  |
| California 1100 EV Jackal  |
| California 1100 EV Special |
| V 11 Bassa                 |
| V 11 Sport                 |
| V 11 Le Mans               |
| V 11 Le Mans Tenni         |
| V 11 Le Mans Rosso Corsa   |

| Type                              | Bouwjaren | Motortype                                       | Categorie  |
| --------------------------------- | --------- | ----------------------------------------------- | ---------- |
| Sport 1100                        | 1993-1996 | langsgeplaatste 1100 cc-90° V-twin kopklepmotor | sportmotor |
| California 1100                   | 1994-1996 | langsgeplaatste 1100 cc-90° V-twin kopklepmotor | custom     |
| California 1100 Iniezione         | 1994-1997 | langsgeplaatste 1100 cc-90° V-twin kopklepmotor | custom     |
| Sport 1100 Iniezione              | 1996-2000 | langsgeplaatste 1100 cc-90° V-twin kopklepmotor | sportmotor |
| California 1100 EV                | 1997-2005 | langsgeplaatste 1100 cc-90° V-twin kopklepmotor | custom     |
| Quota 1000 ES                     | 1998-2002 | langsgeplaatste 1100 cc-90° V-twin kopklepmotor | allroad    |
| California 1100 EV Jackal         | 1999-2000 | langsgeplaatste 1100 cc-90° V-twin kopklepmotor | custom     |
| California 1100 EV Special        | 1999-2001 | langsgeplaatste 1100 cc-90° V-twin kopklepmotor | custom     |
| V 11 Bassa                        | 1999-2001 | langsgeplaatste 1100 cc-90° V-twin kopklepmotor | custom     |
| California 1100 EV 80             | 2001      | langsgeplaatste 1100 cc-90° V-twin kopklepmotor | custom     |
| California 1100 Special Sport     | 2001-2002 | langsgeplaatste 1100 cc-90° V-twin kopklepmotor | custom     |
| California 1100 Stone Chrome      | 2001-2003 | langsgeplaatste 1100 cc-90° V-twin kopklepmotor | custom     |
| California 1100 Stone Metal       | 2001-2007 | langsgeplaatste 1100 cc-90° V-twin kopklepmotor | custom     |
| California 1100 Stone             | 2001-2005 | langsgeplaatste 1100 cc-90° V-twin kopklepmotor | custom     |
| V 11 Sport                        | 2001-2002 | langsgeplaatste 1100 cc-90° V-twin kopklepmotor | sportmotor |
| V 11 Le Mans                      | 2001-2004 | langsgeplaatste 1100 cc-90° V-twin kopklepmotor | sportmotor |
| V 11 Sport Rosso Mandello         | 2001-2004 | langsgeplaatste 1100 cc-90° V-twin kopklepmotor | sportmotor |
| California 1100 Aluminium         | 2002-2003 | langsgeplaatste 1100 cc-90° V-twin kopklepmotor | custom     |
| California 1100 EV Touring        | 2002      | langsgeplaatste 1100 cc-90° V-twin kopklepmotor | custom     |
| California 1100 Stone Touring     | 2002      | langsgeplaatste 1100 cc-90° V-twin kopklepmotor | custom     |
| V 11 Le Mans Tenni                | 2002-2003 | langsgeplaatste 1100 cc-90° V-twin kopklepmotor | sportmotor |
| V 11 Sport Naked                  | 2002-2003 | langsgeplaatste 1100 cc-90° V-twin kopklepmotor | sportmotor |
| V 11 Sport Scura                  | 2002-2003 | langsgeplaatste 1100 cc-90° V-twin kopklepmotor | sportmotor |
| California 1100 Stone Metal Black | 2003      | langsgeplaatste 1100 cc-90° V-twin kopklepmotor | custom     |
| California 1100 Titanium          | 2003-2005 | langsgeplaatste 1100 cc-90° V-twin kopklepmotor | custom     |
| V 11 Le Mans Rosso Corsa          | 2003-2005 | langsgeplaatste 1100 cc-90° V-twin kopklepmotor | sportmotor |
| V 11 Playboy EE                   | 2003      | langsgeplaatste 1100 cc-90° V-twin kopklepmotor | sportmotor |
| V 11 Ballabio                     | 2004-2005 | langsgeplaatste 1100 cc-90° V-twin kopklepmotor | sportmotor |
| V 11 Café Sport                   | 2004-2005 | langsgeplaatste 1100 cc-90° V-twin kopklepmotor | sportmotor |
| V 11 Coppa Italia                 | 2004-2005 | langsgeplaatste 1100 cc-90° V-twin kopklepmotor | sportmotor |
| V 11 Le Mans Nero Corsa           | 2004-2005 | langsgeplaatste 1100 cc-90° V-twin kopklepmotor | sportmotor |
| Breva V 1100                      | 2005-2010 | langsgeplaatste 1100 cc-90° V-twin kopklepmotor | toermotor  |
| Griso 1100                        | 2005-2009 | langsgeplaatste 1100 cc-90° V-twin kopklepmotor | toermotor  |
| V 11 Sport Scura R                | 2005-2007 | langsgeplaatste 1100 cc-90° V-twin kopklepmotor | sportmotor |
| California 1100 Vintage           | 2006-2007 | langsgeplaatste 1100 cc-90° V-twin kopklepmotor | custom     |
| Breva V 1100 ST                   | 2008-2009 | langsgeplaatste 1100 cc-90° V-twin kopklepmotor | toermotor  |
| California 1100 Classic           | 2009      | langsgeplaatste 1100 cc-90° V-twin kopklepmotor | custom     |
| California 1100 Aquila Nera       | 2010-?    | langsgeplaatste 1100 cc-90° V-twin kopklepmotor | custom     |
| California 90 Anniversario        | 2011      | langsgeplaatste 1100 cc-90° V-twin kopklepmotor | custom     |

### 1200 cc
| Norge 1200 GT    |
| Norge 1200 GT 8V |

| Type                | Bouwjaren | Motortype                                       | Categorie  |
| ------------------- | --------- | ----------------------------------------------- | ---------- |
| Breva V 1200        | 2007-2009 | langsgeplaatste 1200 cc-90° V-twin kopklepmotor | toermotor  |
| Norge 1200 GT       | 2007-2009 | langsgeplaatste 1200 cc-90° V-twin kopklepmotor | toermotor  |
| Norge 1200 GTL      | 2007-2009 | langsgeplaatste 1200 cc-90° V-twin kopklepmotor | toermotor  |
| Griso 1200 8V       | 2008-     | langsgeplaatste 1200 cc-90° V-twin kopklepmotor | toermotor  |
| Stelvio 1200 4V     | 2008-     | langsgeplaatste 1200 cc-90° V-twin kopklepmotor | allroad    |
| Breva 1200 Sport 4V | 2008-2009 | langsgeplaatste 1200 cc-90° V-twin kopklepmotor | sportmotor |
| Stelvio 1200 NTX    | 2009-     | langsgeplaatste 1200 cc-90° V-twin kopklepmotor | allroad    |
| 1200 Sport 8V       | 2009-2011 | langsgeplaatste 1200 cc-90° V-twin kopklepmotor | sportmotor |
| Norge 1200 GT 8V    | 2010-     | langsgeplaatste 1200 cc-90° V-twin kopklepmotor | toermotor  |
| Griso 1200 8V SE    | 2011-     | langsgeplaatste 1200 cc-90° V-twin kopklepmotor | toermotor  |

## Overige viertakten
| Lodola GranTurismo 235 |

| Type                            | Bouwjaren | Motortype                                              | Categorie    |
| ------------------------------- | --------- | ------------------------------------------------------ | ------------ |
| Lodola 175                      | 1956-1957 | dwarsgeplaatste 175 cc-eencilinder sloper kopklepmotor | toermotor    |
| Lodola Normale 175              | 1958-1959 | dwarsgeplaatste 175 cc-eencilinder sloper kopklepmotor | toermotor    |
| Lodola Sport 175                | 1958-1959 | dwarsgeplaatste 175 cc-eencilinder sloper kopklepmotor | sportmotor   |
| Lodola GranTurismo 235          | 1959-1966 | dwarsgeplaatste 235 cc-eencilinder sloper kopklepmotor | toermotor    |
| Stornello 125                   | 1960-1961 | dwarsgeplaatste 125 cc-eencilinder sloper kopklepmotor | toermotor    |
| Stornello 125 Sport             | 1962-1967 | dwarsgeplaatste 125 cc-eencilinder sloper kopklepmotor | sportmotor   |
| Stornello 125 Turismo           | 1962-1967 | dwarsgeplaatste 125 cc-eencilinder sloper kopklepmotor | toermotor    |
| Stornello 125 Scrambler America | 1967-1969 | dwarsgeplaatste 125 cc-eencilinder sloper kopklepmotor | scrambler    |
| Stornello 125 Sport America     | 1967-1969 | dwarsgeplaatste 125 cc-eencilinder sloper kopklepmotor | sportmotor   |
| Stornello 160                   | 1968-1975 | dwarsgeplaatste 160 cc-eencilinder sloper kopklepmotor | toermotor    |
| Stornello 125 5V                | 1970-1975 | dwarsgeplaatste 125 cc-eencilinder sloper kopklepmotor | toermotor    |
| Stornello 125 Scrambler         | 1970-1975 | dwarsgeplaatste 125 cc-eencilinder sloper kopklepmotor | offroadmotor |
| 350 GTS                         | 1974-1975 | dwarsgeplaatste 350 cc-viercilinder kopklepmotor       | toermotor    |
| 400 GTS                         | 1975-1979 | dwarsgeplaatste 400 cc-viercilinder kopklepmotor       | toermotor    |
| 254                             | 1977-1981 | dwarsgeplaatste 250 cc-viercilinder kopklepmotor       | toermotor    |
| 125                             | 1979-1981 | dwarsgeplaatste 125 cc-paralleltwin kopklepmotor       | toermotor    |

## Tweetakten
| Motoleggera 65 |
| Zigolo 110     |

| Type                          | Bouwjaren | Motortype                                                 | Categorie        |
| ----------------------------- | --------- | --------------------------------------------------------- | ---------------- |
| Motoleggera 65                | 1946-1954 | dwarsgeplaatste 65 cc-eencilinder tweetaktmotor           | toermotor        |
| Zigolo                        | 1953      | dwarsgeplaatste liggende 98 cc-eencilinder tweetaktmotor  | toermotor        |
| Cardellino 65                 | 1954-1959 | dwarsgeplaatste 65 cc-eencilinder tweetaktmotor           | toermotor        |
| Zigolo Lusso                  | 1954-1957 | dwarsgeplaatste liggende 98 cc-eencilinder tweetaktmotor  | sportmotor       |
| Zigolo Turismo                | 1954-1955 | dwarsgeplaatste liggende 98 cc-eencilinder tweetaktmotor  | toermotor        |
| Zigolo Mk II                  | 1958-1969 | dwarsgeplaatste liggende 98 cc-eencilinder tweetaktmotor  | sportmotor       |
| Cardellino 73 Lusso           | 1959-1962 | dwarsgeplaatste 73 cc-eencilinder tweetaktmotor           | toermotor        |
| Cardellino 73 Turismo         | 1959-1962 | dwarsgeplaatste 73 cc-eencilinder tweetaktmotor           | toermotor        |
| Zigolo 110                    | 1960-1966 | dwarsgeplaatste liggende 110 cc-eencilinder tweetaktmotor | sportmotor       |
| Cardellino 83                 | 1962-1965 | dwarsgeplaatste 83 cc-eencilinder tweetaktmotor           | toermotor        |
| Dingo Sport                   | 1963-1967 | dwarsgeplaatste 50 cc-eencilinder sloper tweetaktmotor    | sportbromfiets   |
| Dingo Turismo                 | 1963-1970 | dwarsgeplaatste 50 cc-eencilinder sloper tweetaktmotor    | toerbromfiets    |
| Dingo Cross                   | 1966-1975 | dwarsgeplaatste 50 cc-eencilinder sloper tweetaktmotor    | offroadbromfiets |
| Dingo Super                   | 1966-1969 | dwarsgeplaatste 50 cc-eencilinder sloper tweetaktmotor    | sportbromfiets   |
| Trotter                       | 1966-1969 | dwarsgeplaatste 40 cc-eencilinder sloper tweetaktmotor    | damesbromfiets   |
| Dingo Gran Turismo            | 1967-1975 | dwarsgeplaatste 50 cc-eencilinder sloper tweetaktmotor    | sportbromfiets   |
| Trotter Super                 | 1969-1973 | dwarsgeplaatste 40 cc-eencilinder sloper tweetaktmotor    | damesbromfiets   |
| Trotter VIP                   | 1969-1973 | dwarsgeplaatste 40 cc-eencilinder sloper tweetaktmotor    | damesbromfiets   |
| Dingo 50 MM                   | 1970-1975 | dwarsgeplaatste 50 cc-eencilinder sloper tweetaktmotor    | toerbromfiets    |
| Dingo Super Sport             | 1970-1975 | dwarsgeplaatste 50 cc-eencilinder sloper tweetaktmotor    | sportbromfiets   |
| Trotter Mark M (Mark 1)       | 1970-1973 | dwarsgeplaatste 40 cc-eencilinder sloper tweetaktmotor    | damesbromfiets   |
| Trotter Mark V (Mark 2)       | 1970-1973 | dwarsgeplaatste 40 cc-eencilinder sloper tweetaktmotor    | damesbromfiets   |
| Trotter Special M (Special 1) | 1970-1973 | dwarsgeplaatste 40 cc-eencilinder sloper tweetaktmotor    | damesbromfiets   |
| Trotter Special V (Special 2) | 1970-1973 | dwarsgeplaatste 40 cc-eencilinder sloper tweetaktmotor    | damesbromfiets   |
| Dingo 50-3 Marce              | 1971-1972 | dwarsgeplaatste 50 cc-eencilinder sloper tweetaktmotor    | toerbromfiets    |
| Dingo 50-3V                   | 1973-1975 | dwarsgeplaatste 50 cc-eencilinder sloper tweetaktmotor    | toerbromfiets    |
| 125 Turismo                   | 1974-1981 | dwarsgeplaatste 120 cc-eencilinder sloper tweetaktmotor   | toermotor        |
| 125 Tuttoterreno              | 1974-1981 | dwarsgeplaatste 120 cc-eencilinder sloper tweetaktmotor   | offroadmotor     |
| 250 TS                        | 1974-1982 | dwarsgeplaatste 250 cc-paralleltwin tweetaktmotor         | toermotor        |
| Chiù                          | 1974-1976 | dwarsgeplaatste 50 cc-eencilinder sloper tweetaktmotor    | damesbromfiets   |
| Cross 50                      | 1974-1982 | dwarsgeplaatste 50 cc-eencilinder sloper tweetaktmotor    | offroadbromfiets |
| Nibbio                        | 1974-1982 | dwarsgeplaatste 50 cc-eencilinder sloper tweetaktmotor    | toerbromfiets    |
| Magnum                        | 1976-1979 | dwarsgeplaatste 50 cc-eencilinder sloper tweetaktmotor    | minibromfiets    |
| 125 C                         | 1985-1987 | dwarsgeplaatste 125 cc-eencilinder tweetaktmotor          | custom           |
| 125 TT                        | 1985-1988 | dwarsgeplaatste 125 cc-eencilinder tweetaktmotor          | offroadmotor     |

## Triporteurs
| Ercole             |
| Motocarro Ercolino |

| Type                          | Bouwjaren | Motortype                                                    | Categorie            |
| ----------------------------- | --------- | ------------------------------------------------------------ | -------------------- |
| Motocarro Typo 107            | 1928      | dwarsgeplaatste liggende 500 cc-eencilinder kop/zijklepmotor | triporteur           |
| Motocarro Sport 14            | 1929-1929 | dwarsgeplaatste liggende 500 cc-eencilinder kop/zijklepmotor | triporteur           |
| Mototriciclo 32               | 1933-1936 | dwarsgeplaatste liggende 500 cc-eencilinder kop/zijklepmotor | militaire triporteur |
| Motocarro 109-32              | 1933-1936 | dwarsgeplaatste liggende 500 cc-eencilinder kop/zijklepmotor | triporteur           |
| Motocarro S                   | 1936-1937 | dwarsgeplaatste liggende 500 cc-eencilinder kop/zijklepmotor | triporteur           |
| ER                            | 1938-1941 | dwarsgeplaatste liggende 500 cc-eencilinder kopklepmotor     | triporteur           |
| Typo U                        | 1942-1946 | dwarsgeplaatste liggende 500 cc-eencilinder kopklepmotor     | triporteur           |
| Trialce                       | ca. 1943  | dwarsgeplaatste liggende 500 cc-eencilinder kopklepmotor     | militaire triporteur |
| Edile                         | 1946-1947 | dwarsgeplaatste liggende 500 cc-eencilinder kopklepmotor     | triporteur           |
| Ercole                        | 1946-1980 | dwarsgeplaatste liggende 500 cc-eencilinder kopklepmotor     | triporteur           |
| Motocarro Ercolino            | 1956-1970 | dwarsgeplaatste liggende 200 cc-eencilinder kopklepmotor     | triporteur           |
| Autoveicolo da Montagna 3 X 3 | 1960-1963 | langsgeplaatste 750 cc-90° V-twin kopklepmotor               | militaire triporteur |
| Motocarro Aiace               | 1962-1963 | dwarsgeplaatste liggende 110 cc-eencilinder tweetaktmotor    | triporteur           |
| Dingotre                      | 1965-1968 | dwarsgeplaatste staande 50 cc-eencilinder tweetaktmotor      | triporteur           |
| Ciclocarro Furghino           | 1968-1971 | langsgeplaatste staande 50 cc-eencilinder tweetaktmotor      | triporteur           |

## Wedstrijdmotoren

### <250 cc
| Gambalunghino            |
| Stornello 125 Regolarità |

| Type                     | Bouwjaren | Motortype                                                           | Categorie                       |
| ------------------------ | --------- | ------------------------------------------------------------------- | ------------------------------- |
| Monoalbero 250           | 1926-1939 | dwarsgeplaatste liggende 250 cc-eencilinder kopklepmotor            | fabrieksracer                   |
| TT 250                   | 1926-1929 | dwarsgeplaatste liggende 250 cc-eencilinder kopklepmotor            | productieracer                  |
| SS 250                   | 1928-1933 | dwarsgeplaatste liggende 250 cc-eencilinder kopklepmotor            | productieracer                  |
| Compressore 250          | 1938-1949 | dwarsgeplaatste liggende 250 cc-eencilinder kopklepmotor compressor | fabrieksracer en recordmachine  |
| Albatros                 | 1939-1949 | dwarsgeplaatste liggende 250 cc-eencilinder kopklepmotor            | fabrieksracer en productieracer |
| Gambalunghino            | 1949-1952 | dwarsgeplaatste liggende 250 cc-eencilinder kopklepmotor            | fabrieksracer                   |
| Bialbero 250             | 1953-1955 | dwarsgeplaatste liggende 250 cc-eencilinder kopklepmotor            | fabrieksracer                   |
| Lodola Regolarità 175    | 1958-1966 | dwarsgeplaatste 175 cc-eencilinder sloper kopklepmotor              | enduromotor                     |
| Lodola Regolarità 235    | 1959-1966 | dwarsgeplaatste 235 cc-eencilinder sloper kopklepmotor              | enduromotor                     |
| Lodola Regolarità 250    | 1961-1966 | dwarsgeplaatste 250 cc-eencilinder sloper kopklepmotor              | enduromotor                     |
| Stornello 125 Regolarità | 1962-1967 | dwarsgeplaatste 125 cc-eencilinder sloper kopklepmotor              | enduromotor                     |

### 250-500 cc
| C4V       |
| GTCL      |
| Dondolino |

| Type                  | Bouwjaren | Motortype                                                | Categorie                                 |
| --------------------- | --------- | -------------------------------------------------------- | ----------------------------------------- |
| C2V Race              | 1923-1927 | dwarsgeplaatste liggende 500 cc-eencilinder kopklepmotor | fabrieksracer (vanaf 1924:productieracer) |
| C4V                   | 1924-1927 | dwarsgeplaatste liggende 500 cc-eencilinder kopklepmotor | fabrieks- en productieracer               |
| 4V SS                 | 1928-1933 | dwarsgeplaatste liggende 500 cc-eencilinder kopklepmotor | productieracer                            |
| Bicilindrica 500      | 1933-1951 | dwarsgeplaatste 500 cc-120° V-twin kopklepmotor          | fabrieksracer                             |
| GTCL                  | 1938      | dwarsgeplaatste liggende 500 cc-eencilinder kopklepmotor | productieracer                            |
| Nuova C               | 1938      | dwarsgeplaatste liggende 500 cc-eencilinder kopklepmotor | productieracer                            |
| Condor                | 1939-1940 | dwarsgeplaatste liggende 500 cc-eencilinder kopklepmotor | productieracer                            |
| Dondolino             | 1946-1951 | dwarsgeplaatste liggende 500 cc-eencilinder kopklepmotor | productieracer                            |
| Gambalunga            | 1946-1950 | dwarsgeplaatste liggende 500 cc-eencilinder kopklepmotor | fabrieksracer                             |
| Quattro Cilindri 1952 | 1952-1954 | dwarsgeplaatste 500 cc-viercilinder kopklepmotor         | fabrieksracer                             |
| Monocilindrica 350    | 1953-1957 | dwarsgeplaatste liggende 350 cc-eencilinder kopklepmotor | fabrieksracer                             |
| Monocilindrica 500    | 1954-1957 | dwarsgeplaatste liggende 500 cc-eencilinder kopklepmotor | fabrieksracer                             |
| Otto Cilindri         | 1955-1957 | dwarsgeplaatste 500 cc-90° V8 kopklepmotor               | fabrieksracer                             |

### 750 cc
| V7 recordmachine |

| Type             | Bouwjaren | Motortype                                      | Categorie     |
| ---------------- | --------- | ---------------------------------------------- | ------------- |
| V7 recordmachine | 1969      | langsgeplaatste 750 cc-90° V-twin kopklepmotor | recordmachine |
| V 75 Paris-Dakar | 1986      | langsgeplaatste 750 cc-90° V-twin kopklepmotor | enduromotor   |

## Prototypen
| GP prototype |
| MGS-01 Corsa |

| Type                      | Bouwjaren | Motortype                                                     | Categorie                   |
| ------------------------- | --------- | ------------------------------------------------------------- | --------------------------- |
| GP                        | 1920      | dwarsgeplaatste liggende 500 cc-eencilinder kopklepmotor      | toermotor                   |
| Quattro Cilindri 1931     | 1931      | dwarsgeplaatste liggende 500 cc-viercilinder kopklepmotor     | fabrieksracer               |
| Tre Cilindri Toer         | 1932-1933 | dwarsgeplaatste 500-cc-drieclinder kopklepmotor               | toermotor                   |
| Motocarro P 250           | 1934-1935 | dwarsgeplaatste liggende 250 cc-eencilinder kopklepmotor      | triporteur                  |
| Alce V                    | 1940-1945 | dwarsgeplaatste liggende 250 cc-eencilinder kopklepmotor      | militair                    |
| Trialce zijspancombinatie | ca. 1940  | dwarsgeplaatste liggende 500 cc-eencilinder kopklepmotor      | militaire zijspancombinatie |
| Tre Cilindri Race         | 1940      | dwarsgeplaatste 500 cc-120°-driecilinder kopklepmotor         | fabrieksracer               |
| Cicogna                   | ca. 1943  | dwarsgeplaatste liggende 500 cc-viercilinder kop/zijklepmotor | militair                    |
| 125 cc                    | ca. 1944  | dwarsgeplaatste liggende 125 cc-eencilinder kopklepmotor      | toermotor                   |
| Colibri                   | 1944      | 125 cc-eencilinder tweetaktmotor                              | clip-on motor               |
| Bicilindrica 250          | 1947-1948 | dwarsgeplaatste liggende 250 cc-paralleltwin kopklepmotor     | fabrieksracer               |
| Zigolo Sport              | 1954      | dwarsgeplaatste liggende 98 cc-eencilinder tweetaktmotor      | lichte toermotor            |
| Lodola Sport 250          | 1965      | dwarsgeplaatste 250 cc-eencilinder sloper kopklepmotor        | sportmotor                  |
| V 50 TS                   | 1981      | langsgeplaatste 500 cc-90° V-twin kopklepmotor                | allroad                     |
| 750 Duna                  | 1985      | langsgeplaatste 750 cc-90° V-twin kopklepmotor                | enduromotor                 |
| V 65 Baia                 | 1985      | langsgeplaatste 650 cc-90° V-twin kopklepmotor                | enduromotor                 |
| 350 Falco                 | 1987      | langsgeplaatste 350 cc-90° V-twin kopklepmotor                | sportmotor                  |
| V7 Ippogrifo              | 1997      | langsgeplaatste 750 cc-90° V-twin kopklepmotor                | toermotor                   |
| MGS-01 Corsa              | 2003-2005 | langsgeplaatste 1200 cc-90° V-twin kopklepmotor               | sportmotor                  |
| V 12 LM                   | 2009      | langsgeplaatste 1200 cc-90° V-twin kopklepmotor               | sportmotor                  |
| V 12 Strada               | 2009      | langsgeplaatste 1200 cc-90° V-twin kopklepmotor               | toermotor                   |
| V 12 X                    | 2009      | langsgeplaatste 1200 cc-90° V-twin kopklepmotor               | supermotard                 |